# Psychotria gracilipes
Psychotria gracilipes är en måreväxtart som beskrevs av Elmer Drew Merrill. Psychotria gracilipes ingår i släktet Psychotria och familjen måreväxter. Inga underarter finns listade i Catalogue of Life.